# Мён Рэ Хён
Мён Рэ Хён (хангыль: 명례현; 14 апреля 1926, ?) — северокорейский футбольный тренер, под руководством которого сборная КНДР выступала на чемпионате мира 1966 года и стала первой азиатской сборной, пробившейся в плей-офф мирового чемпионата.

## Биография
В молодости играл за клуб «Моранбон». Став тренером, приобрёл популярность, когда возглавляемая им сборная КНДР сумела пробиться на чемпионат мира 1966 года. Сыграв вничью с чилийцами (1:1) и победив итальянцев (1:0), корейцы сумели пройти групповой раунд турнира и выйти в четвертьфинал, сотворив настоящую сенсацию. В четвертьфинале сборная КНДР была обыграна будущими обладателями бронзовых наград португальцами.